# A Guerra da Beatriz
Pour plus de détails, voir Fiche technique et Distribution.
A Guerra da Beatriz (littéralement « la guerre de Béatrice ») est un film australo-est-timorais sorti en 2013 et réalisé par Luigi Acquisto et Bety Reis. Premier long-métrage jamais produit au Timor oriental, le film est une adaptation du film français Le Retour de Martin Guerre, réalisé en 1982 par Daniel Vigne, dans le cadre de la lutte pour l'indépendance du Timor oriental.

## Synopsis
Le film s'inspire de l'affaire Martin Guerre au XVIe siècle en France et se déroule au Timor oriental pendant l'occupation indonésienne.
Beatriz et Tomas se marient en septembre 1975 dans un petit village du centre du Timor portugais. En décembre, les troupes indonésiennes envahissent le pays, qui s'était peu auparavant déclaré indépendant sous le nom de Timor oriental. Comme beaucoup d'autres, le jeune couple doit fuir son village dans les montagnes. En 1979, ils sont capturés par les Indonésiens et réinstallés dans le village de Kraras.
En 1983, Beatriz a un fils. Peu après, c'est le massacre de Kraras (en), au cours duquel les soldats indonésiens, en représailles à une attaque de la résistance du Timor oriental, veulent assassiner tous les habitants de sexe masculin. La vie du bébé est également menacée. Tomas est capturé par les soldats et disparaît. Beatriz, cependant, est incapable de le trouver parmi les 200 morts.
En 1999, l'occupation indonésienne prend fin. L'Organisation des Nations unies prend en charge l'administration du pays et celui-ci obtient son indépendance trois ans plus tard. Seize ans après sa disparition, Tomas revient auprès de Beatriz. Il avait réussi à s'échapper dans les montagnes, où il a rejoint la résistance. Beatriz se rend compte que son mari a beaucoup changé. Il est plus mature, plus sage, plus sociable et plus aimant.

## Fiche technique
- Titre : A Guerra da Beatriz
- Titre anglais : Beatriz's War
- Réalisateurs : Luigi Acquisto et Bety Reis
- Scénaristes : Luigi Acquisto, Irim Tolentino
- Directeur de la photographie : Valeriu Campan
- Monteur : Nick Calpakdjian
- Pays : Timor oriental, Australie
- Langue : Tétoum
- Durée : 98 minutes
- Dates de sortie :
  -  Australie : 18 octobre 2013 (Festival du film d'Adélaïde)
  -  États-Unis : 27 mars 2015 (Festival international du film de Palm Beach)

## Distribution
- Irim Tolentino
- Augusta Soares
- José da Costa
- Osme Gonsalves
- Gaspar Sarmento
- Funu Lakan

## Autour du film
- L'actrice principale, Irim Tolentino, a fait partie de la troupe Bibi Bulak (en).
- Ancien résistant à l'occupation indonésienne, Funu Lakan a ensuite exercé dans les Forces de défense du Timor oriental.